# 杏莊太音補遺
《杏莊太音補遺》，古琴譜。明萧鸾辑成书于嘉靖三十六年。

## 琴谱版本
现存为北京图书馆藏本，明刻本。三卷，收七十二首琴曲。萧氏强调本人是“徐门正传”。